# Nueva Cuadrilla
Nueva Cuadrilla är en ort i Mexiko.   Den ligger i kommunen Coahuayutla de José María Izazaga och delstaten Guerrero, i den södra delen av landet, 300 km sydväst om huvudstaden Mexico City. Nueva Cuadrilla ligger 402 meter över havet och antalet invånare är 493.
Terrängen runt Nueva Cuadrilla är varierad. Runt Nueva Cuadrilla är det ganska tätbefolkat, med 78 invånare per kvadratkilometer. Nueva Cuadrilla är det största samhället i trakten. I omgivningarna runt Nueva Cuadrilla växer huvudsakligen savannskog.